# The Murmurs
The Murmurs è stato un duo musicale femminile statunitense attivo negli anni novanta.

## Formazione
- Leisha Hailey – voce, chitarra acustica (1991-1998)
- Heather Grody – voce, chitarra acustica (1991-1998)
- Sheri Ozeki – basso (1996-1998)
- Sherri Solinger – batteria (1996-1998)

## Discografia

### Album in studio
- 1991 – Who Are We
- 1994 – The Murmurs
- 1997 – Pristine Smut
- 1998 – Blender